# Sonate K. 141
La sonate K. 141 (F.508/L.422) en ré mineur est une œuvre pour clavier du compositeur italien Domenico Scarlatti.

## Présentation
La K. 141 figure parmi les sonates les plus connues du compositeur. Dans certains manuscrits, elle porte le titre de toccata, où le compositeur s'ingénie aux notes répétées, aux arpèges et aux sauts aux deux mains en alternance. Le summum de la technique digitale se trouve au début de la seconde section (mesures 86 et suivantes) où la main gauche soutient par des croches les doubles de la main droite. Ces répétitions évoquent la guitare du Naples natal du compositeur, ou la mandoline d'un « donneur de sérénade ».
Après chaque section de notes répétées, où les accords de la main gauche (provenant de la technique du rasgueado des guitaristes flamenco) enchaînent les acciaccatures, contraste une conclusion de chaque partie, généreuse en arpèges et croisement de mains.
Les sonates K. 141, 142, 143 et 144 ne se trouvent dans aucune des sources italiennes ; mais les manuscrits de Saragosse, découverts en 2010, en donnent deux copies.

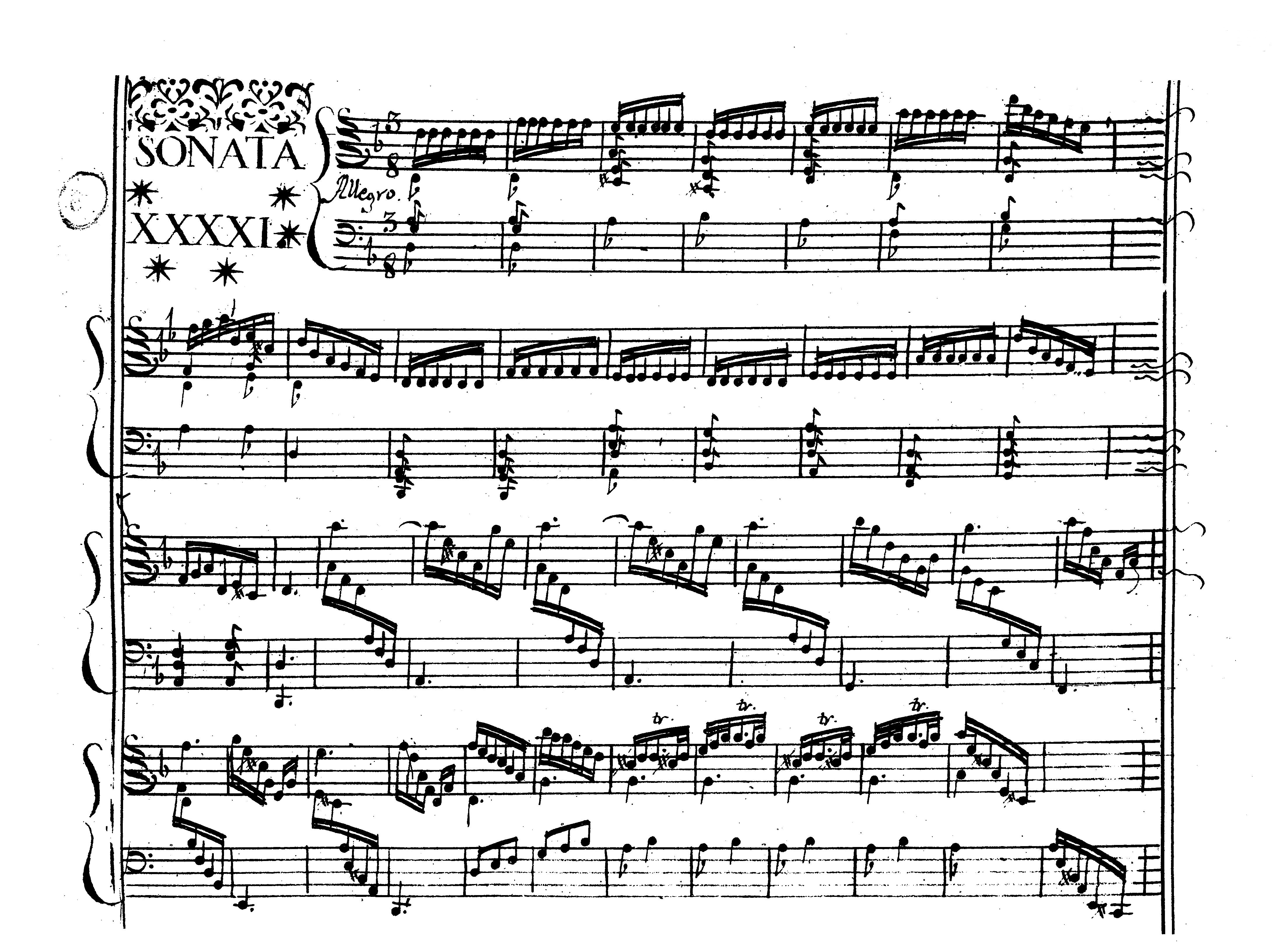
Début de la toccata extraite du manuscrit Worgan (vers 1749).

## Manuscrits
La source principale est le numéro 41 du « manuscrit Worgan » (Londres, Ms. add. 31553),. Les autres sources sont les manuscrits Münster V 20 (Sant Hs 3968) et Vienne A 14 (VII 28011 A), qui tous deux portent le titre de Toccata au lieu de sonate. Deux copies figurent à Saragosse : source 2, B-2 Ms. 31 fos 51v-53r (no 26) et source 3, B-2 Ms. 32, fos 111v-113r (no 56).
Les arpegios à la main droite, qui figurent chez Alessandro Longo, ne sont pas dans les sources manuscrites.

## Postérité
La pianiste et compositrice vénézuélienne Gabriela Montero a donné une improvisation sur cette sonate dans son album intitulé Baroque.

## Transcription
Le compositeur italien Maurizio Pisati en a donné une transcription pour guitare. Elle est jouée notamment par la guitariste Elena Càsoli dans le long métrage sur Domenico Scarlatti intitulé Un gioco ardito (« Un jeu audacieux »), réalisé par Francesco Leprino en 2006, où apparaissent Emilia Fadini, Gustav Leonhardt, José Saramago et Salvatore Sciarrino.

## Interprètes
La sonate K. 141 est l'une des plus jouées par les pianistes, en raison de sa virtuosité. Si Martha Argerich produit plusieurs versions en bis de concerts (1976, Doremi), il faut compter également avec Nina Milkina (1973, Pye Records), Danièle Dechenne (nl) (1979, Musical Heritage Society), Emil Gilels (septembre 1984, Ermitage/Aura et octobre 1984, BBC « Legends »), Suzanne Husson (1986, Fonè Records), Balázs Szokolay (1988, Naxos), Christian Zacharias (1994, EMI), Mikhaïl Pletnev (1994, Virgin), Zhu Xiao-Mei (1994, INA), Sergei Babayan (1995, Piano Classics), Michael Lewin (1995, Naxos, vol. 2), Mūza Rubackytė (2000, Lyrinx), Caroline Fischer (en) (2006, Genuin), Alexandre Tharaud (2010, Harmonia Mundi) et d'autres pianistes de la dernière génération parmi lesquels David Greilsammer (2014, Sony), Lucas Debargue (2015, Sony), Ievgueni Soudbine (2016, BIS), Dmitry Masleev (2017, Melodiya), Polina Osetinskaya (2019, Melodiya), Melvyn Tan (2019, Onyx) et Vanessa Benelli Mosell (2023, Decca) qui ajoutent leurs gravures à la liste.
Au clavecin elle est interprétée par Wanda Landowska, Huguette Dreyfus (1967, Valois), Scott Ross (1985), Maggie Cole (1986, Amon Ra), Robert Wooley (1987, EMI), Ursula Duetschler (1988, Claves), Andreas Staier (1990, DHM), Pierre Hantaï (1992, Astrée et 2002, Mirare, vol. 1), Christophe Rousset (1997, Decca), Ottavio Dantone (1997, Stradivarius), Nicolau de Figueiredo (2001, Intrada), Richard Lester (2007, Nimbus, vol. 7), Jean Rondeau (2018, Erato) et Justin Taylor (2018, Alpha).
Johannes Maria Bogner (2015, Fra Berbardo-Collophon) l'interprète sur un clavicorde Thomas Vincent Glück d'après Cristofori. Tedi Papavrami en donne une transcription pour violon seul, qu'il publie en 2006 sous le label Æon et Mie Miki la joue à l'accordéon (1997, Challenge Classics/Brilliant Classics), ainsi qu'Andreas Nebl (2021, Castigo Classic Recordings).

## Sources
: document utilisé comme source pour la rédaction de cet article.
- Ralph Kirkpatrick (trad. de l'anglais par Dennis Collins), Domenico Scarlatti, Paris, Lattès, coll. « Musique et Musiciens », 1982 (1re éd. 1953 (en)), 493 p. (OCLC 954954205, BNF 34689181).
- Alain de Chambure, « Domenico Scarlatti : Intégrale des sonates — Scott Ross », p. 188, Erato (2564-62092-2), 1985 (OCLC 891183737) ..
- Guy Sacre, La musique pour piano : dictionnaire des compositeurs et des œuvres, vol. II (J-Z), Paris, Robert Laffont, coll. « Bouquins », 1998, 2426 p. (ISBN 978-2-221-08566-0).
- Claude Abromont et Eugène de Montalembert, Guide des formes de la musique occidentale, Paris, Fayard / Henry Lemoine, coll. « Indispensables de la musique », 2010, 237 p. (ISBN 978-2-213-65572-7, OCLC 701598321, BNF 42290337), p. 182–188.
- (es) Celestino Yáñez Navarro (thèse), Nuevas aportaciones para el estudio de las sonatas de Domenico Scarlatti. Los manuscritos del Archivo de Música de las Catedrales de Zaragoza, Université autonome de Barcelone, 2016 (lire en ligne)